# Sibir Novosibirsk

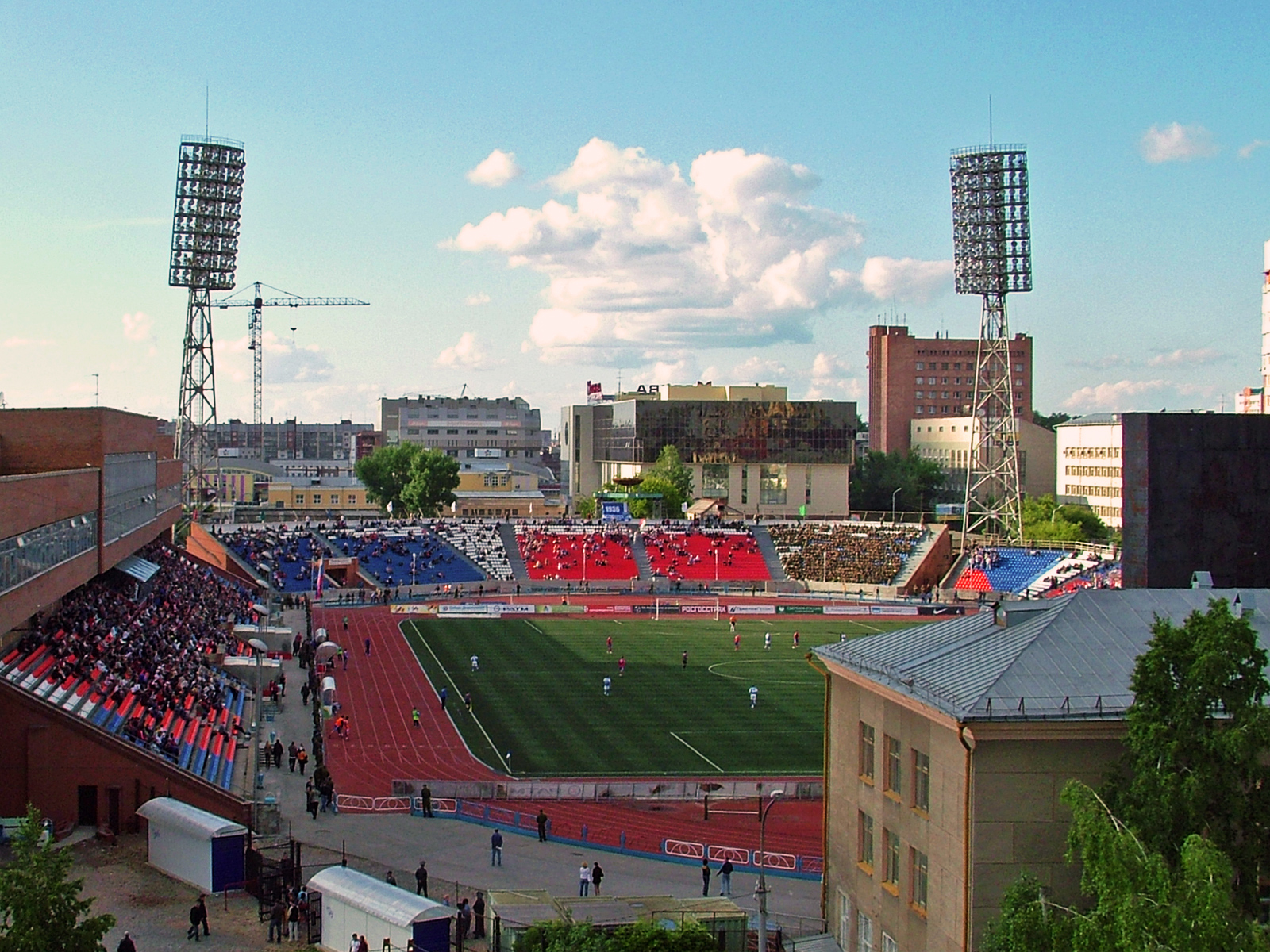
Spartakstadion

Sibir Novosibirsk (Russisch: Футбольный Клуб Сибирь Новосибирск) was een Russische voetbalclub uit Novosibirsk, in de regio Siberië.

## Geschiedenis
De club onderging al enkele naamswijzigingen. Ten tijde van de Sovjet-Unie speelde de club meestal in de derde klasse. Na de onafhankelijkheid van Rusland startte de club in de nieuwe eerste divisie (tweede klasse) en degradeerde daar in 1994. Na één seizoen keerde de club terug, maar degradeerde in 1996 opnieuw. In 2000 fuseerde de club met Olimpik Novosibirsk en nam de naam Tsjkalovets-1936 Novosibirsk aan. In 2004 promoveerde de club weer naar de tweede klasse en nam in 2006 de huidige naam aan.
Na een tiende en een zevende plaats deed de club helemaal mee voor promotie in 2007 maar werd uiteindelijk derde. Nadat de club in 2008 de degradatie maar met één puntje extra kon vermijden werd de club in 2009 vicekampioen en promoveerde. Dankzij de finaleplaats in de beker tegen Zenit kwalificeerde Sibir zich bovendien voor de voorrondes van de UEFA Europa League. In de derde kwalificatieronde schakelde het nog het Cyropiotische Apollon Limassol uit, in de play-offs verloor het van PSV, hoewel het in de heenwedstrijd in Novosibirsk wel nog voor een stunt zorgde door met 1-0 te winnen. In Eindhoven verloor Sibir met 0-5.
In 2010 degradeerde de club naar de FNL en in 2018/19 volgde degradatie uit het profvoetbal. Toen werd Sibir opgeheven. Door het bestuur van de oblast Novosibirsk werd een nieuwe club opgericht om de stad te vertegenwoordigen onder de naam FK Novosibirsk.

## Naamswijzigingen
- 1936 : Boerevestnik Novosibirsk
- 1938 : Krylja Sovjetov Novosibirsk
- 1956 : SibSelMasj Novosibirsk
- 1969 : SZTM Novosibirsk
- 1972 : Tsjkalovets Novosibirsk
- 1992 : Tsjkalovets-FoKoeMiS Novosibirsk
- 2000 : Tsjkalovets-1936 Novosibirsk
- 2006 : Sibir Novosibirsk

## In Europa
Uitslagen vanuit gezichtspunt Sibir Novosibirsk
| Seizoen                                                    | Competitie    | Ronde | Land               | Club             | Totaalscore | 1e W    | 2e W    | PUC |
| ---------------------------------------------------------- | ------------- | ----- | ------------------ | ---------------- | ----------- | ------- | ------- | --- |
| 2010/11                                                    | Europa League | 3Q    | Vlag van Cyprus    | Apollon Limassol | 2-2 u       | 1–0 (T) | 1–2 (U) | 2.0 |
|                                                            |               | PO    | Vlag van Nederland | PSV              | 1-5         | 1–0 (T) | 0–5 (U) | 2.0 |
| Totaal aantal behaalde punten voor UEFA coëfficiënten: 2.0 |               |       |                    |                  |             |         |         |     |